# Sjoenik
Sjoenik (Armeens: Սյունիք; [sjuˈnikʰ]ⓘ) is een provincie van Armenië in het uiterste zuiden van het land. Dankzij Sjoenik heeft Armenië een korte grens met Iran, in het westen grenst het verder aan Nachitsjevan en in het oosten aan Azerbeidzjan.

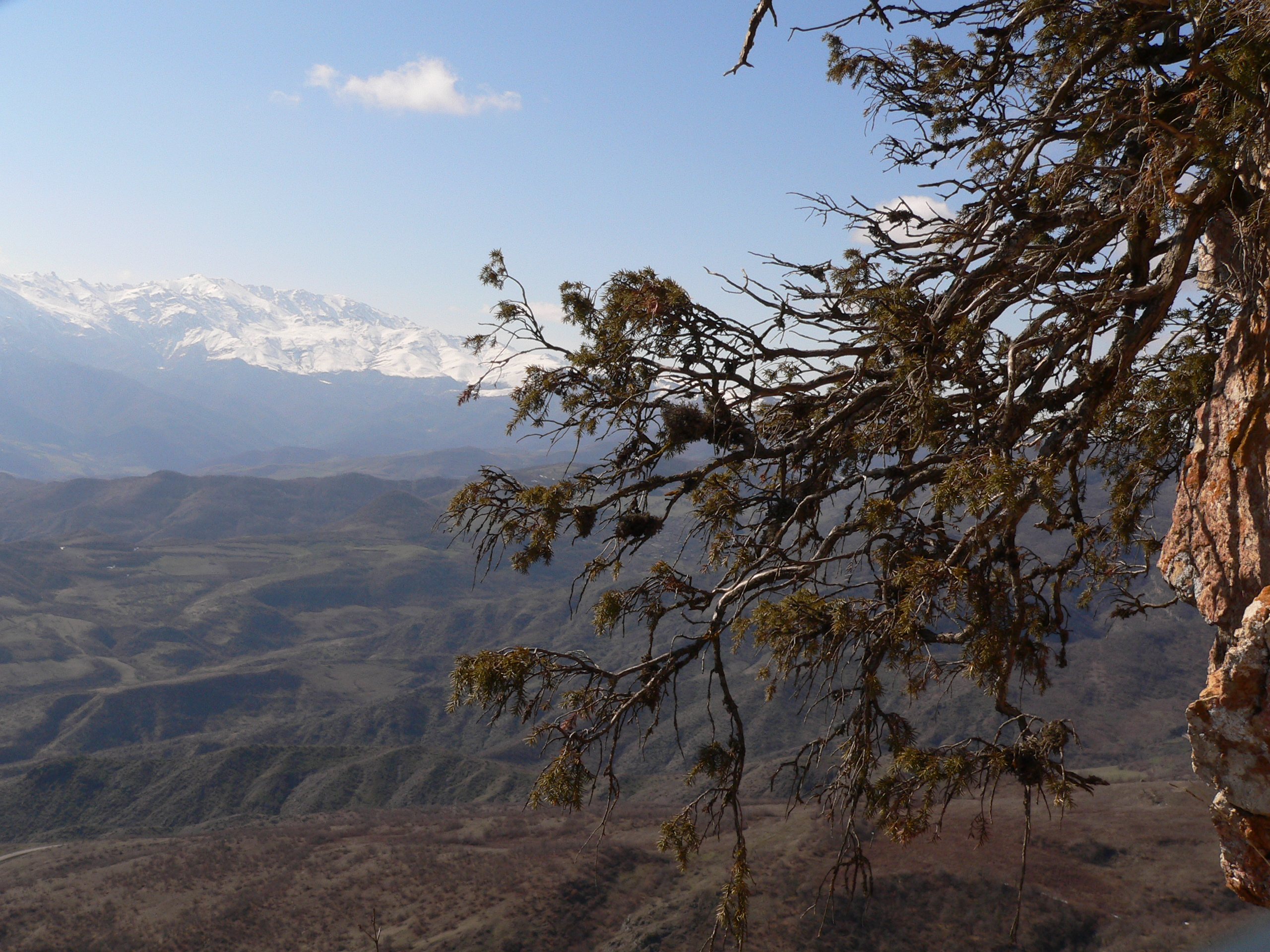
Landschap van Sjoenik. Bomen hangen van de rotsen.

## Geografie
De provincie bestaat voor een groot deel uit rotsen, bergketens en diepe dalen, waardoor kleine bergriviertjes stromen. Gemiddeld ligt Sjoenik 2.200 m boven de zeespiegel, de hoogste punten zijn de Kapoetdzjoegh (3.904), de Tsoeghoek (3.581), de Mets Isjchanasar (3.550), en vele andere bergen.
Geografisch gezien maakt Sjoenik deel uit van het aardrijkskundige gebied Karabach, en werd vroeger ook Zangezoer, Sisakan genoemd.

## Geschiedenis
Historisch gezien is Sjoenik een van de vijftien staten van het oude koninkrijk Groot Armenië en was vroeger zelf onderverdeeld in twaalf provincies ("Gavar"). Sjoenik is altijd bekend geweest door de duizendjarige kloosters en hoge kastelen. De kloosters waren tevens belangrijke centra van onderwijs en wetenschap. Een van deze kloosters, Gladzor, is zelfs de oudste Universiteit in Armenië, uit de 13e eeuw.
In de middeleeuwen omvatte Sjoenik een aanzienlijk groter gebied dan nu, onder meer hoorden Vajots Dzor, Gecharkoenik, het grootste deel van de huidige Nachitsjevan en een deel van Nagorno-Karabach tot het domein van de vorsten van Sjoenik.

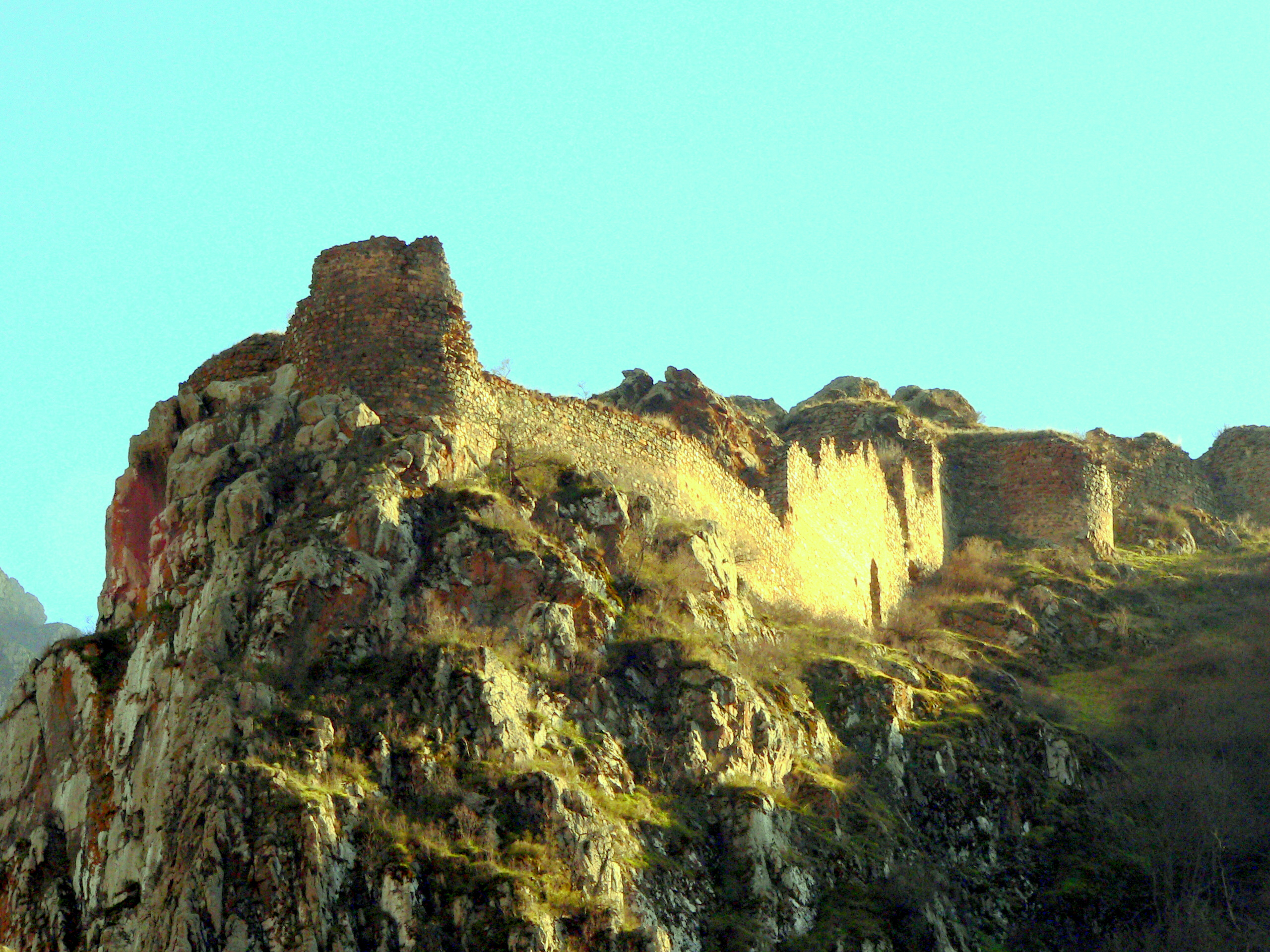
Baghaberd, een van de oudste en beroemdste kastelen in Sjoenik.

Van de 10e tot de 12e eeuw was Sjoenik een koninkrijk onder de dynastie Sisakan, later was het een graafschap onder de dynastie Orbelian. In de 13e eeuw schreef Stepanos Orbelian, de metropool van Sjoenik, het boek Geschiedenis van Sjoenik.
In 1918-1920 werd Sjoenik, net als andere gebieden, zoals Karabach en Nachitsjevan, betwist tussen Azerbeidzjan en Armenië. Vanaf 1918 verdreven Armeense partizanen duizenden Azerbeidzjaanse moslims uit Zangezoer en verwoestten hun nederzettingen in een poging de regio te "her-Armeniseren". Op 2 december 1920 liet Turkije, dat toen het grootste deel van de republiek Armenië had veroverd, Armenië het Verdrag van Alexandropol
tekenen, waarbij het Sjoenik en Nachitsjevan zou afstaan ten gunste van Azerbeidzjan. Maar de Armeniërs van Sjoenik, onder de leiding van Garegin Njdeh, accepteerden dat verdrag niet en vochten heftig tegen Azerbeidzjan. 
Sinds het begin van 1920, nadat de Bolsjewieken de zogenaamde Februariopstand van de Armeniërs hadden onderdrukt, waren veel Armeense politici en officieren naar Sjoenik vertrokken, en riepen hier de Republiek Bergachtig Armenië uit. De premier van deze republiek werd Garegin Njdeh. Deze keer moesten de Armeniërs vechten tegen de Bolsjewieken. Uiteindelijk wisten deze laatsten toch Sjoenik te veroveren.
In de Armeense Socialistische Sovjetrepubliek vormde Sjoenik geen bestuurlijke entiteit, sinds 1991 was zij dat weer.
Na het staakt-het-vuren van 2020 lanceerde de Azerbeidzjaanse president Ilham Aliyev het concept van een Zangezur-corridor doorheen de provincie.

## Demografie
Sjoenik telt ongeveer 138.900 inwoners in 2016, waarvan 93.900 in stedelijke nederzettingen en 45.000 in dorpen op het platteland. In 2012 woonden er nog ongeveer 141.700 inwoners, waarvan 95.300 in stedelijke gebieden en ongeveer 46.400 in dorpen op het platteland. In 2001 woonden er nog 152.700 mensen in de provincie Sjoenik.
De provincie bestaat nagenoeg uitsluitend uit Armeniërs (99.7 procent).
Het geboortecijfer bedraagt in 2016 slechts 10,6‰ en is daarmee het laagst in Armenië. Het sterftecijfer bedraagt 9,8‰ in dezelfde periode. De natuurlijke bevolkingstoename bedraagt ongeveer +0,7‰. Toch daalt de bevolking vanwege emigratie.

## Steden

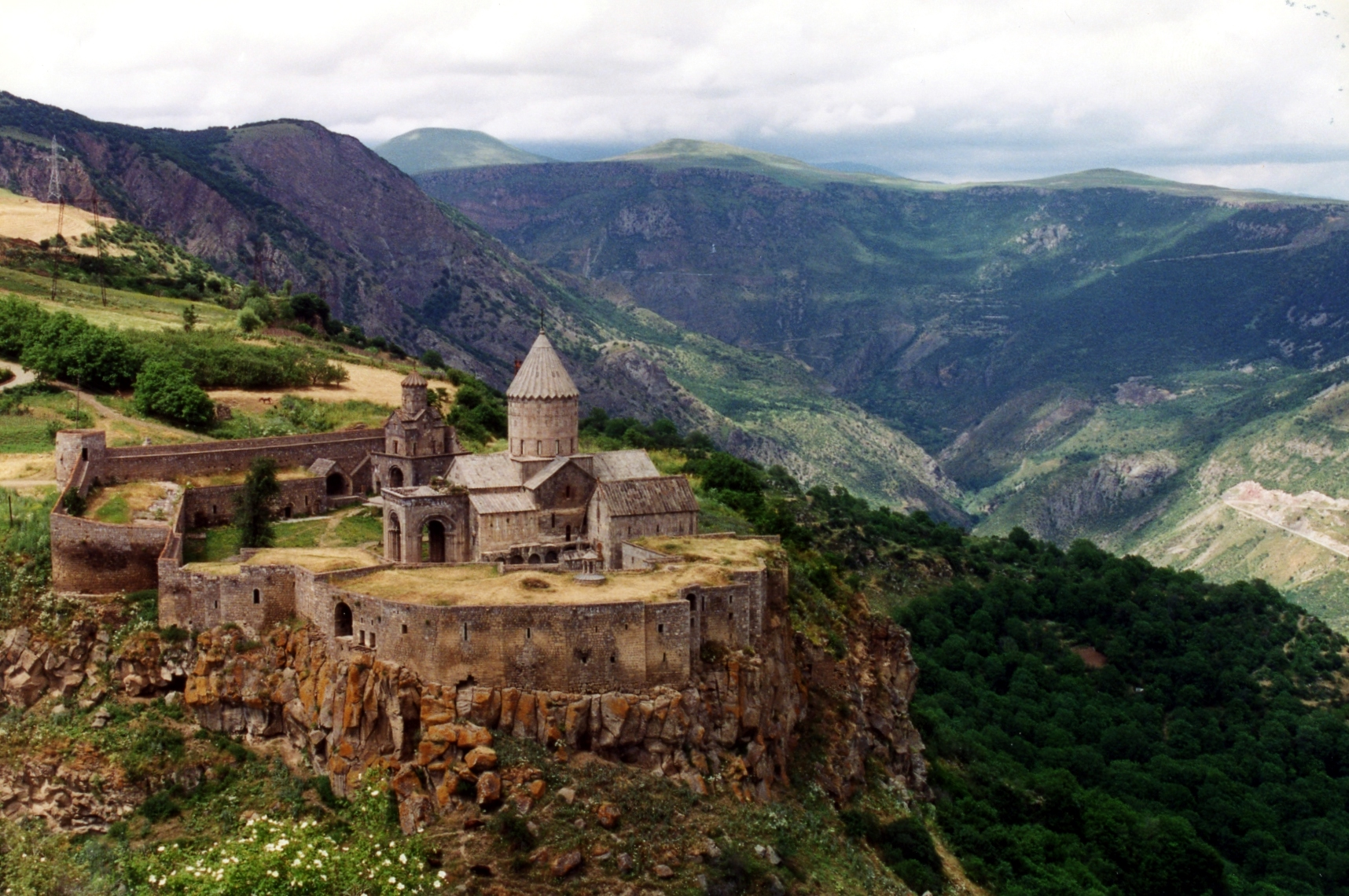
Het Tatevklooster.

- Kapan, 34.857 (inwoners per 2009)
- Goris, 21.900
- Sisian, 17.000
- Kadzjaran 9500
- Agarak, 5135
- Megri, 5035

## Bezienswaardigheden
- Karahoendj, een prehistorisch observatorium,
- Tatev, een versterkt kloostercomplex, het aloude religieuze centrum van Sjoenik.

## Transport
Sinds 2006 loopt door Sjoenik de Armeens-Iraanse aardgaspijpleiding.